# Antonio Tajani
Antonio Tajani   (Roma, 4 d'agost de 1953) és un polític italià. Fundador de Força Itàlia, va ser president del Parlament Europeu des del 2017 fins al 3 de juliol del 2019.
Va ser escollit diputat europeu el 1994, després d'haver estat portaveu del govern de Silvio Berlusconi. Ha estat vicepresident de la Comissió europea i Comissari Europeu de Transport de 2008 a 2010. Entre 2010 i 2014 va ser vicepresident i Comissari Europeu d'Indústria i Esperit Empresarial.

## Biografia
Antonio Tajani va néixer a Roma el 1953 al si d'una família benestant italiana. El seu pare Raffaele Tajani era un oficial de l'exèrcit italià i la seva mare Augusta era professora de grec i llatí. Es va criar a la perifèrie de la capital italiana i ben jove començà a militar al Front monàrquic juvenil (en italià: Fronte monarchico giovenile), una branca de la Unió Monàrquica Italiana i arribà fins i tot a ser-ne el dirigent.

### Formació
Llicenciat en Dret per la Universitat de La Sapienza, Antonio Tajani va exercir com a periodista al setmanari “Il Settimanale”, va presentar un programa de notícies radiofònic a l'emissora RAI 1, i va treballar també pel diari “Il Giornale”, pel qual va fer de corresponsal especial al Líban, a l'antiga URSS i a Somàlia.
La trajectòria de Tajani al Parlament Europeu va començar l'any 1994. Ha estat eurodiputat de 1994 al 2004 i novament des de juliol de 2014, sent escollit llavors vicepresident primer de la Cambra.
També va ser durant cinc anys vicepresident de la Comissió Europea, primer com a responsable de la cartera de Transport, entre 2008 i 2010, i després de d'Indústria i Emprenedoria, de 2010 al 2014.
Després d'haver realitzat els estudis de màster de dret a la Universitat de Roma La Sapienza, comença a treballar com a periodista parlamentari l'any 1982 en el setmanal Il settimanale. Aquest mateix any aconsegueix un lloc de periodista a Rai Ràdio 1. Ha estat també cap de departament d'Il Giornale a Roma.
A més a més és oficial de l'exèrcit de l'aire italià. Després d'haver realitzat cursos d'especialització de defensa aèria a Borgo Piave di Latina, ha estat controlador de la defensa aèria a la base radar de San Giovanni Teatino. Parla de manera fluida francès, anglès i castellà.

### Política
El 1994, participa en la fundació del partit Força Itàlia,i obté un lloc de responsable regional en la regió del Laci. Aquest mateix any, es converteix en portaveu del President del Consell de ministres Silvio Berlusconi i és escollit diputat europeu.
Al Parlament europeu, ha estat membre de diferents comissions com la d'Afers Exteriors i de Defensa i Seguretat. Passa a formar part de l'ajuntament de Roma en 2001, i és derrotat per Walter Veltroni a les eleccions municipals de 2002. Aquest mateix any, és elegit vicepresident del Partit Popular Europeu (PPE).
El 8 de maig de 2008, Antonio Tajani és nomenat comissari europeu per Itàlia pel nou govern italià de Silvio Berlusconi per succeir a Franco Frattini, que havia estat nomenat ministre d'Afers Exteriors. Així, succeeix la cartera de Transports i un lloc de vicepresident. És designat vicepresident i Comissari Europeu d'Indústria i Esperit Empresarial a la II Comissió Barroso.
Malgrat la polèmica pel seu coneixement i intervenció en el cas Dieselgate, el Parlament Europeu el va escollir el 17 de gener de 2017 com a president per a la segona meitat de la VIII legislatura. Tajani fou elegit en la quarta ronda de votacions amb 351 vots dels 633 vots vàlids emesos, en superar al també italià Gianni Pittella (S&D), qui va obtenir 282 vots. Tajani substituí a l'alemany Martin Schulz (S&D), qui presidia la Cambra des de gener de 2012. Es va convertir així en el sisè italià en presidir la Cambra, el primer des que es va instaurar l'elecció dels diputats per sufragi universal directe l'any 1979 (Alcide de Gasperi, 1954; Giuseppe Pella, 1954-1956; Gaetano Martino, 1962-1964; Mario Scelba, 1969-1971; Emilio Colombo, 1977-1979).

## Polèmiques

### Suposat encobriment del Dieselgate
Tajani ha estat acusat per la premsa de tenir certa implicació en el Dieselgate, ja que l'hauria assabentat un directiu d'un subministrador de peces automòbils, el 2002, de les manipulacions de Volkswagen. A més a més el 2015, va publicar en el seu compte Twitter la identitat d'aquell proveïdor, cometent així una falta greu a la llei europea sobre la protecció de les dades.

### Tajani i Catalunya
El 3 d'octubre de 2018 va rebre el premi «Seny» de l'organització unionista Societat Civil Catalana per la seva preocupació per la situació catalana. El febrer de 2019 veta la conferència que volien fer Quim Torra i Carles Puigdemont al Parlament europeu al·legant motius de seguretat.

### Tensions amb Croàcia i Eslovènia
El 10 de febrer del 2019 durant una visita commemorativa de la massacre de les Foibe a la regió de Trieste va cloure el seu discurs proclamant: "Visca l'Ístria i la Dalmàcia italianes". A conseqüència la premsa i diversos diputats europeus i polítics d'Eslovènia i de Croàcia es van escandalitzar i van taxar les paraules del president del Parlament Europeu de "revisionisme i d'irredemptisme històric".

### Elogi de Benito Mussolini
El mes següent, el 14 de març, durant una entrevista a Radio 24, una emissora italiana, Antonio Tajani ha elogiat algunes obres del dictador Benito Mussolini declarant: "Però s'ha de ser honest, Mussolini ha fet carreteres, ponts, edificis, instal·lacions esportives, ha millorat tantes parts del nostre territori". Davant l'escàndol suscitat per les seves declaracions, hagué de provar de rectificar el seu discurs unes poques hores després.

## Distincions honorífiques
- Oficial de la Legió d'Honor (3 de maig de 2012).[15]
- Cavaller Gran Creu de l'Orde del Mèrit Civil (4 de febrer de 2013)[16]